# 건국대학교
건국대학교(建國大學校, 영어: Konkuk University)는 대한민국 서울특별시에 있는 서울캠퍼스(본교)와 충청북도 충주시에 있는 GLOCAL캠퍼스(분교)로 이루어진 사립 대학이다.
1946년 조선정치학관을 설립하였고, 1949년 9월 재단법인 정치학원과 대학기관인 정치대학으로 승격하였다. 1959년 종합대학으로 승격하면서 현재 교명으로 개칭하였다. 약칭은 건대(建大, KU)이다.

## 역사
1946년 5월 15일 오성학교 교사 395평(현 낙원동 건국빌딩)의 건물에 조선정치학관을 설립하였다. 1949년 9월에 재단법인 정치학원과 대학기관인 정치대학으로 승격되었고, 1955년에는 서울특별시 광진구 모진동에 12만평의 캠퍼스를 마련, 1959년 2월 재단법인 건국대학원과 종합대학인 건국대학교를 설립하였다. 1980년 1월 5일에는 건국대학교 충주캠퍼스를 설립하였다. 그 이후 1986년에는 의과대학이 설립되었고, 그 이후 의과대학 부속병원인 건국대학교병원이 2005년 개원하게 된다. 건국대학교 충주캠퍼스 세계화와 지역화를 동시에 추구하여 대한민국 중원에서 성장하는 캠퍼스로 만들기 위해 건국대학교 GLOCAL캠퍼스로 명칭을 변경, 선포하였다. 

### 1946년 ~ 1959년
조선정치학관 설립부터 건국대학교 설립이전까지를 요람기라고 한다. 1946년 5월 15일 조선정치학관으로 개교하였다. 그 후 1956년 10월 19일 서울특별시 성동구 모진동에 신축교사로 대학을 이전, 1959년 2월 26일에 종합대학 건국대학교로 승격되었다.

### 1959년 ~ 1980년
종합대학 건국대학교 승격부터 건국대학교 충주분교(현 GLOCAL캠퍼스)전까지 성장기라고 한다. 1961년 11월 학교법인 유석창 이사장이 취임하였으며 1963년 전국 농업 기술자 협회를 설립하였다. 1964년 축산대학의 발전을 알릴 건국우유처리장이 준공되었다. 1967년 건국대학교부속 중학교가 설립되었고, 1969년 건국대학교 종합운동장이 준공되었다. 1972년 건국대학교 설립자인 유석창이 사망하였다. 그 뒤를 이어 학교법인 유일윤 이사장이 취임하였고, 건국대학교 실내체육관을 준공하였다. 뿐만 아니라 1973년에는 서울 국제학교를 설립인가를 받았으며 사범대학설립을 인가 받았다. 그 뒤 문교부로부터 대학교육 개선을 위한 실험대학으로 선정되었으며 1976년 본관 건물을 준공하였다. 1979년 학생회관이 준공되었다. 건국대학교 여러 방면으로 가지가 성장하는 시기가 되었다.

### 1980년 ~ 1989년
건국대학교 충주분교(현 GLOCAL캠퍼스)를 설립한 이후부터 개교 30주년까지를 발전기라 한다. (여기서부터 서울캠퍼스와 GLOCAL캠퍼스의 역사를 따로 분류합니다.)
서울캠퍼스
서울캠퍼스는 1988년 국가고시기관인 일우헌을 설립하였다. 1989년 아시아에서 가장 큰 도서관으로 인정받은 상허기념도서관을 준공하여, 상허문화재단을 설립하였다.
GLOCAL캠퍼스
1980년 현 GLOCAL캠퍼스의 모체인 건국대학교 충주분교를 문교부로부터 조건부로 인가를 받아 설립하게 되었으며, 1980년 개교하였다. 원래는 일반 대학교의 대학처럼 건국대학교 충주대학의 인식이었다. 허나 인원 증대, 많은 과들이 설립되고 난 이후 1984년 충주대학을 인문과학대학, 사회과학대학으로 분리하였다. 그 뒤 1986년 의과대학을 설립인가(40명정원)을 받았다. 1987년 충주캠퍼스의 도서관인 중원도서관을 준공하였다.
이때 건국대학교는 충주캠퍼스(현 GLOCAL캠퍼스)의 개교와 함께 충주캠퍼스 의과대학유치라는 가장 큰 성과를 맛보게 되었고, 아시아에서 제일 큰 도서관인 상허기념도서관을 준공하여 대대적인 발전을 하게 되었다.

### 1990년 ~ 2009년
개교 30주년부터 개교 50주년 이전까지를 도약기라 한다.
1990년 학교법인 건국대학원을 건국대학교로 명칭을 변경하였다. 1993년에는 교책연구원을 설립하게 되었다. 2001년 현 건국대학교 이사장인 김경희 이사장이 취임하였다. 2005년에는 기존 UI를 변경, 건국대학교의 새로운 UI(University Identity)를 선포하였으며 또한 2006년 종합정보시스템을 구축하여 서울캠퍼스와 충주캠퍼스의 학사생활에 있어 불편함을 덜어주었다. 2007년에는 대단위의 직제개편으로 건국대학교의 도약의 발판을 마련하였다.
서울캠퍼스
서울캠퍼스는 1996년에는 사회교육원을 신설하게 되며, 그해에 대학종합평가 결과 우수대학으로 인정을 받게되었다. 또한 건축대학원과 언론홍보대학원을 개원하게 되어 우수한 대학원생을 유치할 수 있게 되었다. 그 해 교육개혁평가서에서 대학의 세계화, 정보화부분에서 우수대학으로 인정되었다. 1997년 정보통신분야의 발달로 건국대학교는 액정연구센터를 설립하게 되었으며, 1999년에는 수의과대학을 신설하고, 축산농업생명과학대학을 농축산생명과학대학으로 통합, 생활문화대학을 디자인문화대학으로 변경하였다. 그리고 건축전문대학원을 신설하였다. 새천년 새시대가 열린 2000년에는 새쳔년관과 문과대학 교수연구동을 준공하였으며, 부동산대학원을 신설하였고, 건축대학, 정보통신대학을 신설하였다. 그리고 수의과학연구소와 서울유럽연구소를 설립하였다. 2002년에는 수의과대학 부속동물병원 준공, 사범대학, 공예관 증축, 축산대학 육가공실습장 준공이 이루어졌다. 2003년에는 국제학사·생명과학관을 준공하였고, 디자인문화대학을 증축하였다. 2004년에는 농업자원개발연구소를 생명환경 연구소로 명칭을 변경하고, 중장비동을 증축하였다. 부족한 학생회관 건물때문에 불편을 겪었던 건국대학교는 제 2학생회관을 준공하였다. 2005년에는 산학협동관을 준공하였고, 민자기숙사인 쿨하우스를 착공하였다. 2006년에는 수의과대학을 증축하였고, 법과대학 증축하였다. 상허연구관, 쿨하우스가 준공되었다. 건국대학교는 한국항공우주연구원 학연 협력 협정식을 가져 21세기의 산업중심인 항공분야를 새로이 개척하였다. 2008년 기네스 등재 최연소 교수인 알리아 사버를 임용하였고, 또한 노벨물리학상, 노벨의학상을 받은 노벨상 석학교수들을 초빙하였다. 건국대학교 발전을 위해 KU나누미를 첫 개통하였고, 외국인을 위한 외국인 전용숙소인 글로벌홀을 개관하였다. 행정조직을 대단위로 개편하였고, 학령인구감소를 대비, 입학정보관을 개관하였다. 경영전문대학원을 설치하였다. 2009년 로스쿨을 인가받은 건국대학교는 법학전문대학원을 신설하게 되었다.
GLOCAL캠퍼스
1991년 건국대학교 충주캠퍼스 의과대학 부속병원을 개원하게 된다. 1992년에는 많은 학생을 수용하기 위해 건국대학교 충주캠퍼스에 기숙사를 새로 짓게 되었으며, 강의실 부족을 해결하기 위한 종합강의동을 준공하였다. 2005년 건국대학교 충주캠퍼스는 의과대학을 의학전문대학원으로 전환, 의학전문대학원 부속병원인 건국대학교병원을 개원하였다. 2008년 충주캠퍼스에 교수연구동을 준공하였다.
이 시기에는 건국대학교가 더욱 발전할 수 있는 계기를 마련해 주었다고 평가된다. 많은 건물을 준공하고, 개관하며, 직제를 개편 행정시스템을 개편을 통해 비상하기 위해 대대적인 도약의 발판을 마련하게 되었다.

### 2009년 ~ 현재
개교 50주년부터 현재까지 비상기라 한다.
서울캠퍼스
건국대학교는 세계화와 지방화를 동시에 꿈꾸는 건국대학교를 만들기 위해 노력했다. 2010년에는 건국대학교 통일문학연구단을 출범하여 통일시대를 바라보았고, 건국대학교 인터넷방송국을 개국하였다. 2013년에는 새롭게 학제 개편이 이루어지면서 서울캠퍼스 이과대학의 생명과학과를 기존의 특성화학부와 통합한 생명특성화대학이 출범했으며, 동시에 서울캠퍼스 공과대학에서는 기계공학부, 기존의 전기공학과를 제외한 나머지 학부를 모두 학과로 전환하였다. 2014년에는 400억원이 넘는 예산으로 지어지는 공과대학건물이 착공되었다. 건국대학교는 2016년 교육부의 대학평가를 위해 서울캠퍼스 단과대학에 소속된 모든 학부제를 학과제로 변경하고, 서울캠퍼스 기존 15개 단과대학 73개 전공(학과)에서 2016학년도 입시부터 63개 학과 단위로 신입생을 선발한다.건축대학은 3개 전공에서 1개 학과(건축학과)로, 정보통신대학은 6개 전공에서 3개 학과(인터넷미디어공학과, 컴퓨터공학과, 전자공학과)로, 예술디자인대학은 8개 학과에서 6개 학과로 통합, 상경대학은 기존 4개 전공(학과)을 3개 학과(경제학과, 국제무역학과, 응용통계학과)로, 경영대학은 3개 전공(학과)을 2개 학과(경영학과, 기술경영학과)로 통합했다. 2015년 대학구조개혁평가에서 서울캠퍼스는 최고등급인 A등급을 받았다.
2020학년도부터 건국대 학사구조가 일부 개편되며, 모집정원 또한 조정됐다. 대단위 학부제로 변경함으로써 지원자가 보다 편안한 마음으로 지원할 수 있도록 하기 위함이다. 먼저 기존 사회환경공학부와 기술융합공학과는 '사회환경공학부'로, 기계공학부와 항공우주정보시스템공학과는 '기계항공공학부'로, 소프트웨어학과와 컴퓨터공학과는 '컴퓨터공학부'로 통합됐다. 변경된 2020학년도 학부제 모집단위에는 변경 전의 세부전공이 담겨 있다는 점을 눈여겨 살펴보고 장래의 진로를 고려하면서 수험생 본인의 적성과 소질에 따라 입학 후 선택할 수 있다는 장점이 있다. 또한 부동산과학원이 신설되면서 기존 '경영대학'에 속해있던 부동산학과가 '부동산과학원'으로 단과대학이 변경됐다.
GLOCAL캠퍼스
충주캠퍼스는 2010년 유학생을 위한 한국어교육센터를 설립하였으며, 2011건국대학교는 충주캠퍼스 명칭을 GLOCAL캠퍼스로 변경 GLOCAL캠퍼스를 국제적인 인재양성과 지역주민과 함께하는 대학으로 새롭게 출발시켰다. 또한 대규모의 학문규모 단위조정과 학제 개편이 이루어졌다. 2013년에는 다시한번 대규모의 학문규모단위조정과 학제개편이 이루어졌다. GLOCAL캠퍼스는 기존 인문과학대학의 국어국문학과를 커뮤니케이션문화학부로 명칭 변경, 다이나믹미디어학과 실설, 국제비지니스대학을 신설해 영어영문학과 편입, 자율전공학부 폐지, 글로벌학부 폐지,응용생화학전공과 응용화학과를 통합해 의생명화학전공이라는 과를 신설하는 등 38개 단위에서 2013년 34개 단위로 변경하는 대대적인 학과 통폐합을 하였다. 2015년에는 건국대학교 100억원이라는 예산을 투자하여 GLOCAL캠퍼스에 GLOCAL강의동을 착공시켰다.

## 위상 및 활동

### 동문 평가/활동
- 축산, 금융, 부동산 부분에서 활발히 활동하고 있으며, 의학, 수의학, 항공우주 등 미래 고부가가치 산업을 집중 육성하고 있다.
- 2018 US news 기준으로 전 세계 대학 788위를 기록하였다.
- 2019 조선일보·QS아시아대학평가에서 93위를 기록했다.
- 대한민국 최고 명문대 중 하나로 자리잡고 있다.

## 개설 학과·전공

### 대학 과정
2011년 기준으로 건국대학교 서울캠퍼스에는 15개 단과대학이, 건국대학교 GLOCAL캠퍼스에는 6개 단과대학이 설치되어 있다. 2009년부터 법학전문대학원이 개원되면서, 현재 서울캠퍼스 법과대학, GLOCAL캠퍼스 법학과에서는 신입생을 받지 않고 있으며, 대신 서울캠퍼스에서는 자유전공학부를 신설, GLOCAL캠퍼스는 경찰학을 신설하여 기존의 법학과 신입생 정원을 대체하고 있다. 이후 2013년에는 학제 개편이 이루어지면서 서울캠퍼스 이과대학의 생명과학과를 기존의 특성화학부와 통합한 생명특성화대학이 출범했으며, 동시에 서울캠퍼스 공과대학에서는 기계공학부, 기존의 전기공학과를 제외한 나머지 학부를 모두 학과로 전환하였다. GLOCAL캠퍼스는 기존 인문과학대학의 국어국문학과를 다이나믹미디어학과로 명칭 변경, 국제비즈니스대학을 신설해 영어영문학과 편입, 자율전공학부 폐지, 글로벌학부 폐지해, 응용생화학전공과 응용화학과를 통합해 의생명화학전공이라는 과를 신설하는 등 38개 단위에서 2013년 34개 단위로 변경하는 대대적인 학과 통폐합을 하였다.

## 주요 학생 조직

### 건국대학교의 학생자치 운영기관

#### 건국대학교 총학생회
건국대학교 서울캠퍼스 학생조직을 이끄는 총괄조직이다. 학생회관에 사무실이 있으며, 현재 건국대학교 54대 총학생회 'REBOOT'가 운영중에 있다.

#### 건국대학교 동아리연합회
건국대학교 중앙동아리 관련조직. 매년 새 회장을 선출하며, 중앙동아리 운영 및 승인, 사업에 대한 업무를 담당한다. 현재 구기레저분과, 무예분과, 봉사분과, 어학분과, 연행분과, 인사분과, 자과분과, 종교분과, 창작비평분과가 있다.

#### 건국대학교 GLOCAL캠퍼스 총학생회
건국대학교 GLOCAL캠퍼스 학생조직을 이끄는 총괄조직이다. 건국대학교 GLOCAL캠퍼스 학생회관 301호에 사무실이 있으며, 현재 건국대학교 GLOCAL캠퍼스 31대 총학생회 '우/리'가 운영중에 있다.
건국대학교 GLOCAL캠퍼스의 총학생회이다, 자유건국 총학생회라고도 부른다.
건국대학교 GLOCAL캠퍼스 총학생회칙 제2조(총학생회의 목적)본회는 성 신의 교시에 입각하여 창조적인 학문, 사상의 자유를 추구하며 회원 상호간의 발전을 도모하는 능동적 자치활동으로
건국대학교 GLOCAL캠퍼스의 학우들의 권리와 이해를 옹호하기위한 노력을 한다.  - 2020년 총학생회칙 최종 개정 (개정자 : 2020 총학생회장 김호영)
| 총학생회 연혁                     | 총학생회 연혁                   |
| --------------------------------- | ------------------------------- |
| 2013년 27대 총학생회              |                                 |
| 총학생회장                        | 김재훈(의학공학부08.남)         |
| 부총학생회장                      | 정연진(생활체육학과08.남)       |
|                                   |                                 |
| 2014년 28대 총학생회              |                                 |
| 총학생회장                        | 신혜룡(컴퓨터공학과09.남)       |
| 부총학생회장                      | 김두환(행정학전공10.남)         |
|                                   |                                 |
| 2015년 29대 총학생회              |                                 |
| 좋/은/친/구                       |                                 |
| 총학생회장                        | 서지윤(산림학과09·남)           |
| 부총학생회장                      | -                               |
|                                   |                                 |
| 2016년 비상대책위원회             |                                 |
| 비상대책위원장                    | 차준헌(경영경제학부10·남)       |
|                                   |                                 |
| 2017년 비상대책위원회             |                                 |
| 비상대책위원장                    | 심한준(녹색기술융합학과12·남)   |
|                                   |                                 |
| 2018년 30대 총학생회              |                                 |
| 굳 건                             |                                 |
| 총학생회장                        | 황인용(생활체육학과13·남)       |
| 부총학생회장                      | 전민수(생명공학전공15·여)       |
|                                   |                                 |
| 2020년 31대 총학생회              |                                 |
| 함께하는 우리, 변화하는 우리      |                                 |
| 총학생회장                        | 김호영(행정학전공16.남)         |
| 부총학생회장                      | 강승주(국제통상학전공17.여)     |
|                                   |                                 |
| 2021년 32대 총학생회              |                                 |
| 한마음 한뜻으로 하나되는 총학생회 |                                 |
| 총학생회장                        | 여용희(도자디자인전공6.남)      |
| 부총학생회장                      | 김동환(스포츠건강학전공18·남)   |
|                                   |                                 |
| 2022년 33대 총학생회              |                                 |
| 너와 나를 잇다, 이음              |                                 |
| 총학생회장                        | 정혜원(바이오생명공학전공19·여) |
| 부총학생회장                      | 김명래(신문방송학과19·남)       |
|                                   |                                 |
| 2023년 34대 총학생회              |                                 |
| 학생을 세우는 건국, 세움          |                                 |
| 총학생회장                        | 김민상(경영학전공19·남)         |
| 부총학생회장                      | 장시현(식품학과21·여)           |

#### 건국대학교 GLOCAL캠퍼스 동아리연합회
건국대학교 GLOCAL캠퍼스 중앙동아리 관련조직. 매년 새 회장을 선출하며, 중앙동아리 운영 및 승인, 사업에 대한 업무를 담당한다. 현재 예술분과, 창업분과, 취미교양분과, 봉사분과, 레저분과, 체육분과, 종교분과, 학술분과가 있다.

#### 건국대학교 GLOCAL캠퍼스 감사위원회
감사위원회는 건국대학교의 깨끗하고 투명한 학생회 운영을 도모하고 학생회비 및 기타보조금의 올바른 사용 및 각 기구의 신뢰성 있는 사업 진행과 원활한 행정체계를 마련하기 위해 감사를 실시하는 기구이다.
학우 여러분의 소중한 학생회비가 언제 얼마나 또 어떠한 목적으로 사용되는지 파악하여, 투명하고 효율적으로 사용하도록 감사 기준에 의거하여 정기적인 감사를 진행한다.
또한 각 기구의 공약 · 사업 · 정책부분에 대해서도 세밀하고 심도 있는 감사를 시행하여 각 기구와 학우들의 발전에 이바지하는 역할을 한다.

### 건국대학교의 학내 언론
건국대학교의 학생 언론은 서울캠퍼스의 건대신문, 학원방송국, 영자신문, GLOCAL캠퍼스의 건대학보 뿐만 아니라 전체 캠퍼스를 아우르는 건국대학교 웹진인 DREAM KONKUK이 발행되고 있다.
건대신문
건대신문은 건국대학교 서울캠퍼스의 학보로서, 건국대학교를 대표하는 신문이다. 격주로 나오며, 서울캠퍼스의 이슈를 주요 내용으로 하고 있다.
건대 학원방송국 ABS
건국대학교 학원방송국 ABS는 성실·정확·책임을 국훈으로 1960년에 개국하였다. 2015년 기준으로 서울캠퍼스 학원방송국에서는 아침·점심·저녁의 정규 오디오방송과 정규 영상방송을 캠퍼스 곳곳에 송출하고 있다. 연례행사로는 5월의 일감호축전 때 개최하는 오픈스튜디오와 11월의 개국기념 특집 행사인 ABS 방송제가 있다.
건국대학교 영자신문 BULLETIN.
건국대학교 영자신문은 건국대학교 서울캠퍼스에서 1966년에 설립된 영자신문이다. 외국인 학생을 대상으로 발행되고 있다.
건대학보
건대학보는 연세대학교 원주캠퍼스 연세학보(폐간) 다음으로, 본교가 아닌 캠퍼스 자체에서 두번째로 생긴 GLOCAL캠퍼스만의 학보사이며, GLOCAL캠퍼스의 이슈를 주요 내용으로 하고있다.
DREAM KONKUK
건국대학교 대외협력처 홍보실에서 직접 만들며, 건국대학교 캠퍼스를 전체 아우르는 내용들이 담겨 있으며, 주로 홍보용에 사용한다.

## 커뮤니티
서울캠퍼스
2013년 낭만건대 총학생회가 출범하면서 '쿵'이라는 새로운 커뮤니티 사이트가 만들어졌다. 이전의 커뮤니티였던 '건이네'를 대체한다.
GLOCAL캠퍼스
2009년 건국대학교 '캠퍼스존' 이 운영을 시작하여, 현재 가장 활동이 많은 커뮤니티 사이트이다.
커뮤니티 뿐만 아니라 대학주변의 원룸이나 상가 정보와 시간표, 강의평가와 같은 학생들에게 도움이 되는 서비스도 제공한다. 모바일에서는 플레이스토어나 앱스토어에 '캠퍼스존'이라는 전용 앱을 통해 이용하거나 모바일 웹 사이트로 접속하여 이용할 수 있다.

## 사진

설립자 상허 유석창 동상
건국대학교 쿨하우스 학생 기숙사
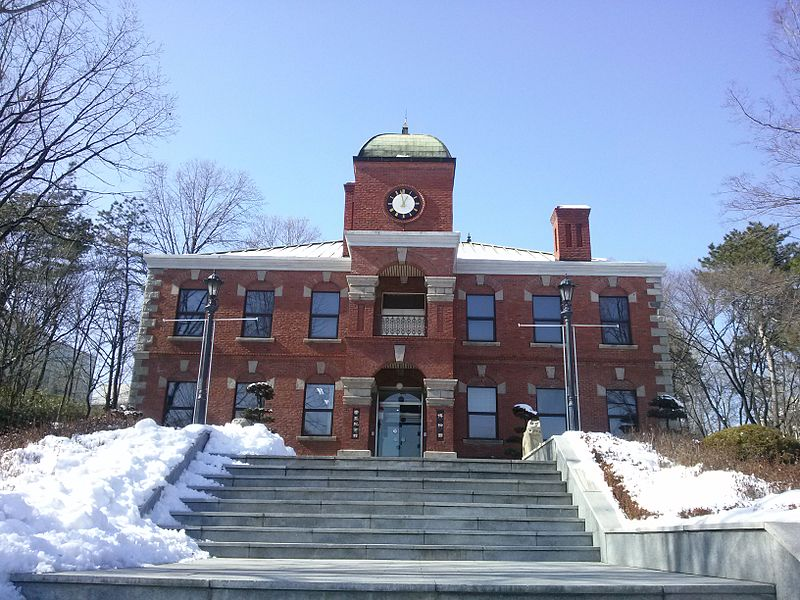
설립자 상허 기념관
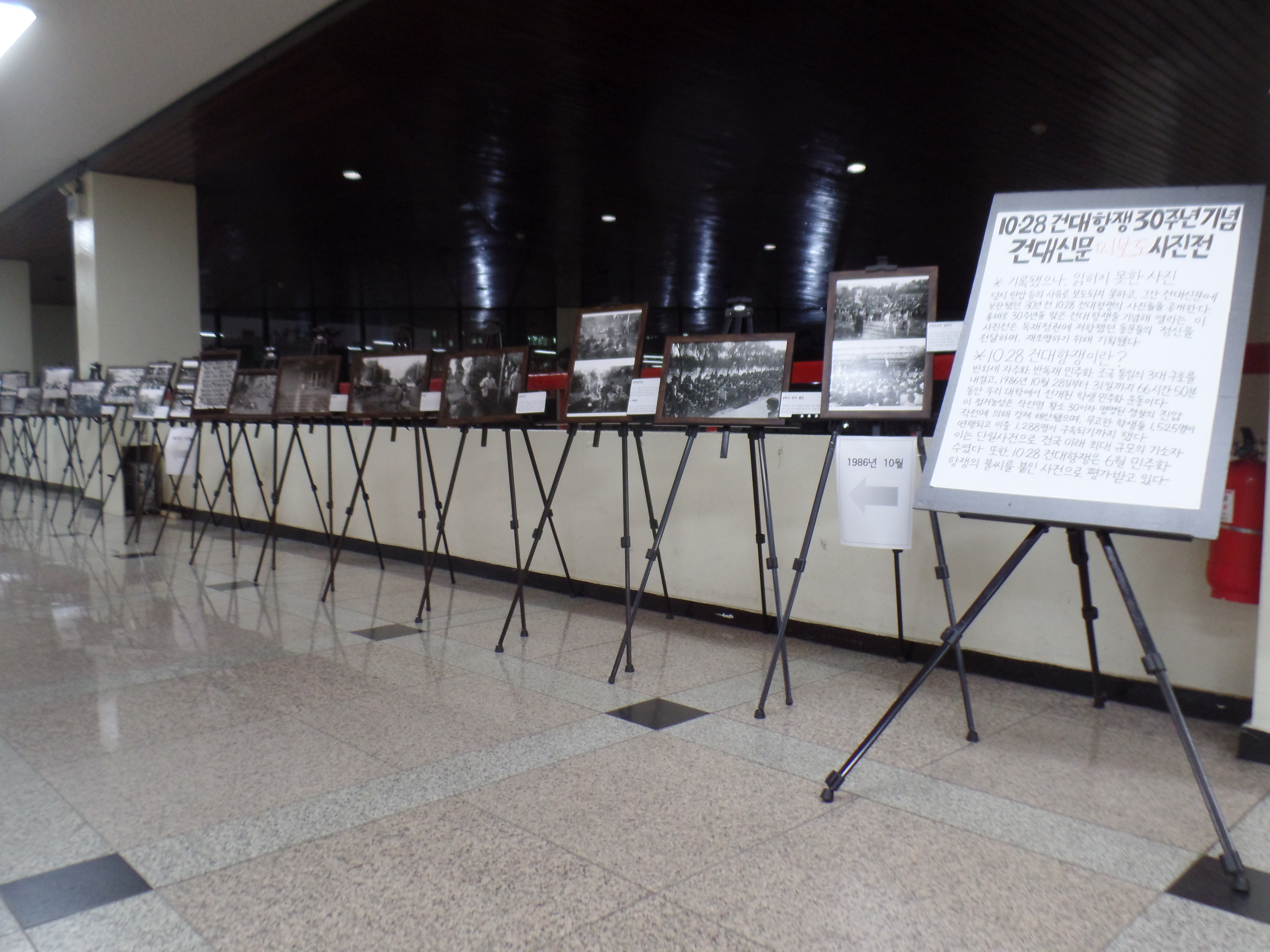
학생회관 내부(10·28 건국대학교 사건 30주년 기념 사진전, 2016년 11월 1일)
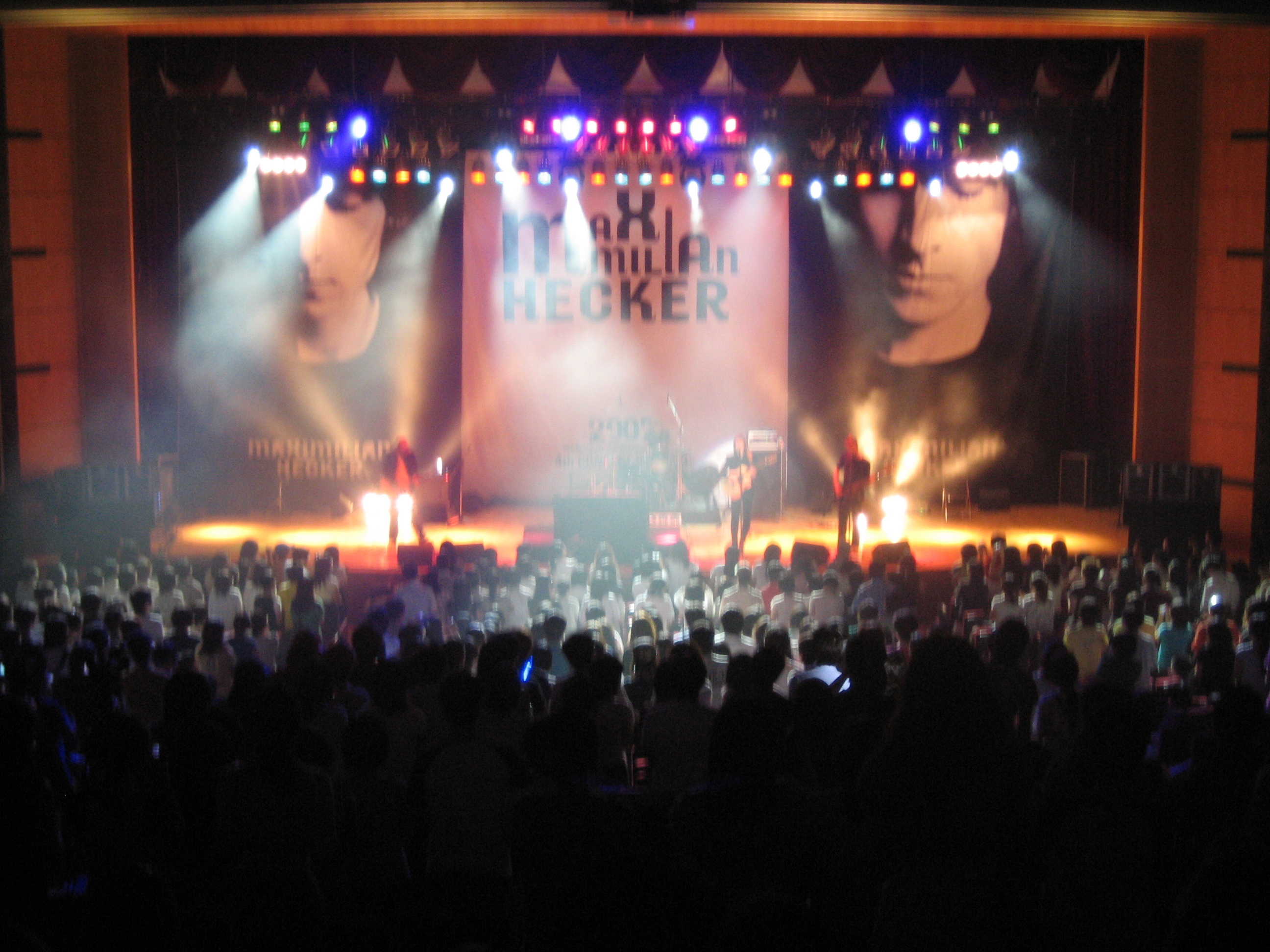
새천년관 공연장 공연(막시밀리안 헤커 공연, 2007년 7월 13일)
새천년관 공연장 공연(제1회 전국 발달장애인 음악축제, 2017년 10월 27일)

### 대표 기관
- 건국대학교 서울캠퍼스
- 건국대학교 GLOCAL캠퍼스

### 대학원
- 건국대학교 교육대학원(GLOCAL캠퍼스)
- 건국대학교 창의융합대학원(GLOCAL캠퍼스)
- 건국대학교 일반대학원
- 건국대학교 건축전문대학원 보관됨 2011-10-14 - 웨이백 머신
- 건국대학교 법학전문대학원(로스쿨)
- 건국대학교 경영전문대학원
- 건국대학교 행정대학원
- 건국대학교 교육대학원
- 건국대학교 산업대학원
- 건국대학교 경영대학원
- 건국대학교 농축대학원
- 건국대학교 언론홍보대학원
- 건국대학교 정보통신대학원
- 건국대학교 예술디자인대학원
- 건국대학교 부동산대학원 보관됨 2016-03-08 - 웨이백 머신

### 유관 기관
- 건국대학교 총동문회
- 건국대학교 서울캠퍼스 총학생회
- 건국대학교 GLOCAL캠퍼스 총학생회
- 건국대학교 서울캠퍼스 홍보대사 건우건희
- 건국대학교 GLOCAL캠퍼스 홍보대사 건우건희
- 건국대학교 서울캠퍼스 공식블로그
- 건국대학교 서울캠퍼스 공식 페이스북